# Dresden-Cotta
Dresden-Cotta – przystanek kolejowy w Dreźnie, w kraju związkowym Saksonia, w Niemczech. Znajdują się tu 2 perony.